# Pinus arizonica
Il pino dell'Arizona (Pinus arizonica Engelm., 1879), è una specie di pino, appartenente alla famiglia delle Pinaceae, originaria degli Stati Uniti (Arizona e Nuovo Messico) e del Messico (principalmente della Sierra Madre Occidentale).

## Etimologia
Il nome generico Pinus, utilizzato già dai latini, potrebbe, secondo un'interpretazione etimologica, derivare dall'antica radice indo-europea *pīt = resina. Il nome specifico arizonica fa riferimento allo stato americano in cui venne identificata la specie.

## Descrizione

### Portamento
Albero alto fino a 35 m con tronco massiccio e diritto, che può raggiungere 1,2 m di diametro, inizialmente a portamento piramidale, poi con cima appiattita, a chioma aperta; i rami, robusti, sono a portamento aggiottante per quelli del primo ordine, gli altri a portamento ascendente. I virgulti sono pruinosi, di colore arancione-marrone che con l'età diventa grigio-marrone scuro, con scaglie brattee decorrenti.

### Foglie

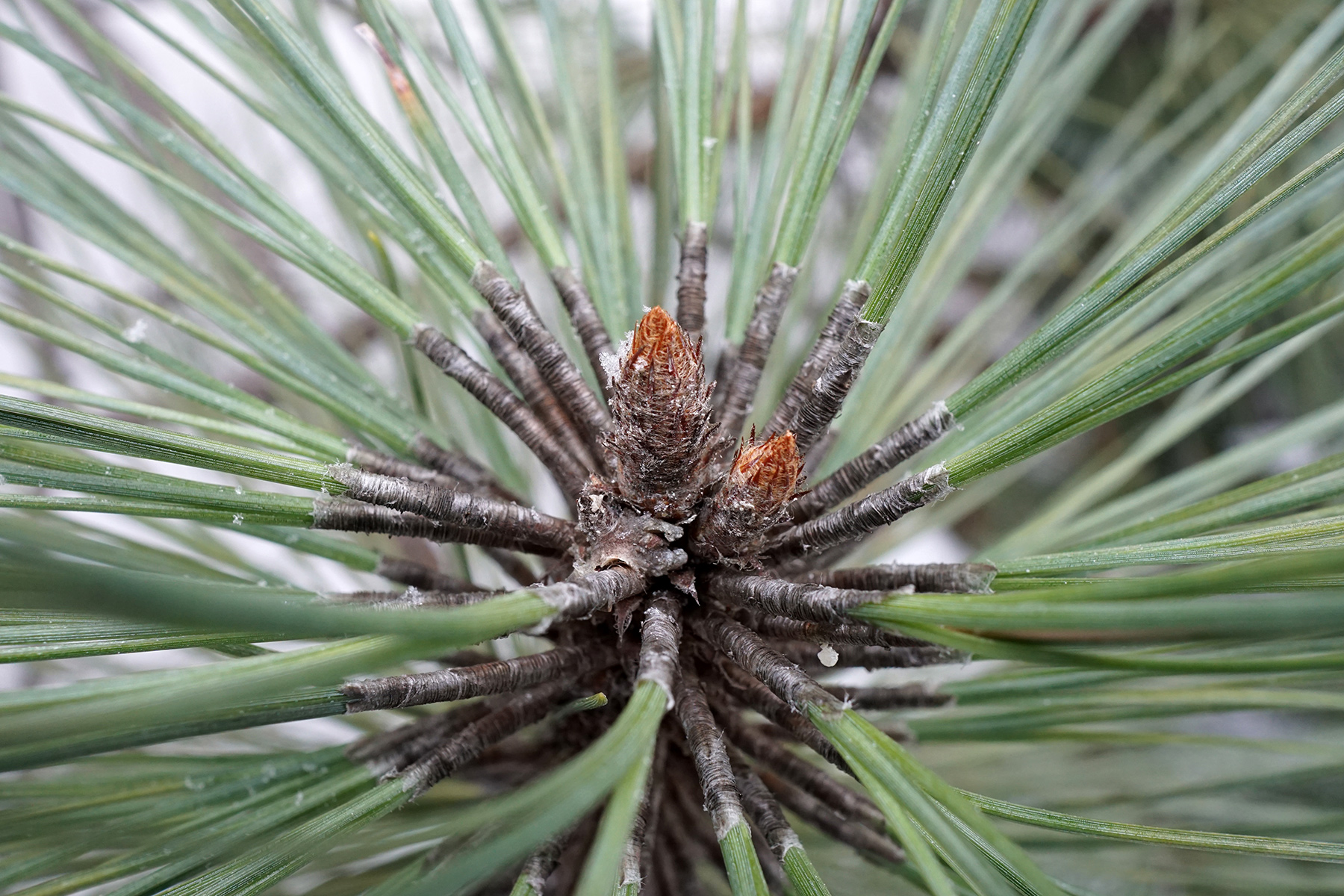
Aghi e gemma

Le foglie sono aghiformi, disposte a ciuffi nelle parti terminali dei rami e fascicolate in numero di 3-5, di colore verde scuro, lunghe 12-22 cm, spesse e rigide; gli stomi sono presenti su tutti i lati, i canali resiniferi sono 6-10, mediali, e con due distinti fasci vascolari. Gli aghi persistono per 2-3 anni.

### Fiori
Sono strobili maschili inizialmente gialli, poi gialli-marroni a maturazione, lunghi 1,5-2 cm, disposti in fitti gruppi sulle parti terminali dei giovani germogli.

### Frutti
Le pigne sono lunghe 6-9 cm, in numero di 1-3 su peduncoli corti e robusti, e di colore rosso-marrone chiaro a maturità; di forma ovoidale-conica, simmetriche, dalle punte con margini arrotondati e lisci, presentano apofisi sollevate, armate di ricurve spine slanciate. I semi sono ovali, lunghi 6 mm, marroni-scuri, con parte alata articolata, lievemente schiacciati in punta. I cotiledoni sono 7-9.

### Corteccia
La corteccia è inizialmente rugosa e a scaglie, di colore marrone scuro, poi con il tempo grigio-marrone scuro, spessa sui 4-5 cm, profondamente solcata e divisa in grosse placche.

## Distribuzione e habitat
Vegeta ad altitudini comprese tra i 1300 e i 3000 m, su diversi substrati, ma le formazioni più vigorose si ritrovano nelle vallate e altopiani caratterizzati da suoli profondi, in foreste moderatamente aride o mesofile. Il clima di riferimento è moderatamente piovoso (700-900 mm annui), con prevalenti precipitazioni invernali e temperature non eccessivamente rigide. Può formare foreste pure, ma più frequentemente si ritrova in foreste miste associata a Quercus sideroxyla, P. engelmannii, P. teocote, P. durangensis, P. strobiformis, occasionalmente con Juniperus flaccida e Juniperus deppeana.

## Tassonomia
È stata spesso trattata dai botanici come varietà di P. ponderosa, specie morfologicamente simile, ma recentemente viene accettato il rango di specie distinta, con possibile introgressione in Arizona e Nuovo Messico.
Vengono accettate (anche se in maniera controversa) due varietà:
- Pinus arizonica var. ornelasii - endemica del Messico
- Pinus arizonica var. stormiae - endemica del Messico

### Sinonimi
Sono stati riportati i seguenti sinonimi:
- Pinus ponderosa subsp. arizonica (Engelm.) A.E.Murray
- Picea ponderosa var. arizonica (Engelm.) Shaw

## Usi
Il suo legno riveste particolare importanza economica nel Messico: viene utilizzato in edilizia per la realizzazione di infissi, porte, scale, pavimentazioni, binari, pannelli e per la fabbricazione di mobili, arredi lignei, casse e oggetti di legno. Tuttavia ultimamente queste attività economiche sono in difficoltà a causa dello sovra-sfruttamento delle foreste e della difficoltà di metodi di riforestazione sostenibili. In orticoltura, a parte pochi impianti di prova, questa specie ha una importanza residuale.

## Conservazione
Nonostante l'intenso sfruttamento, la varietà-tipo di questa specie è ubiquitaria e comune nella Sierra Madre Occidentale, ed è pertanto classificata come Specie a rischio minimo (least concern) nella Lista rossa IUCN.